# Ilex uraiensis
Ilex uraiensis — вид квіткових рослин з родини падубових.

## Морфологічна характеристика
Це вічнозелене дерево до 25 метрів заввишки. Гілочки поздовжньо ребристі, в молодому віці запушені або голі; гілки третього року поздовжньо дрібно тріщинуваті, голі, сочевиці відсутні, із злегка піднятими напівмісячними листовими рубцями. Листя на гілках першого-другого року. Ніжка листка 6–10 мм, адаксіально (верх) вузько борозенчаста, дистально наполовину крилата. Листова пластина абаксіально зеленувата, адаксіально зелена, блискуча, еліптична або обернено-яйцеподібно-еліптична, 3.5–10 × 1.2–3.5 см, обидві поверхні голі, край рідко зазубрений, верхівка коротко і різко загострена. Плід червоний, кулястий, ≈ 11 мм у діаметрі. Квітує березні та квітні; плодить у липні — грудні.

## Поширення
Ареал: Тайвань, пд.-сх. Китай. Населяє широколистяні ліси, височини.

## Галерея

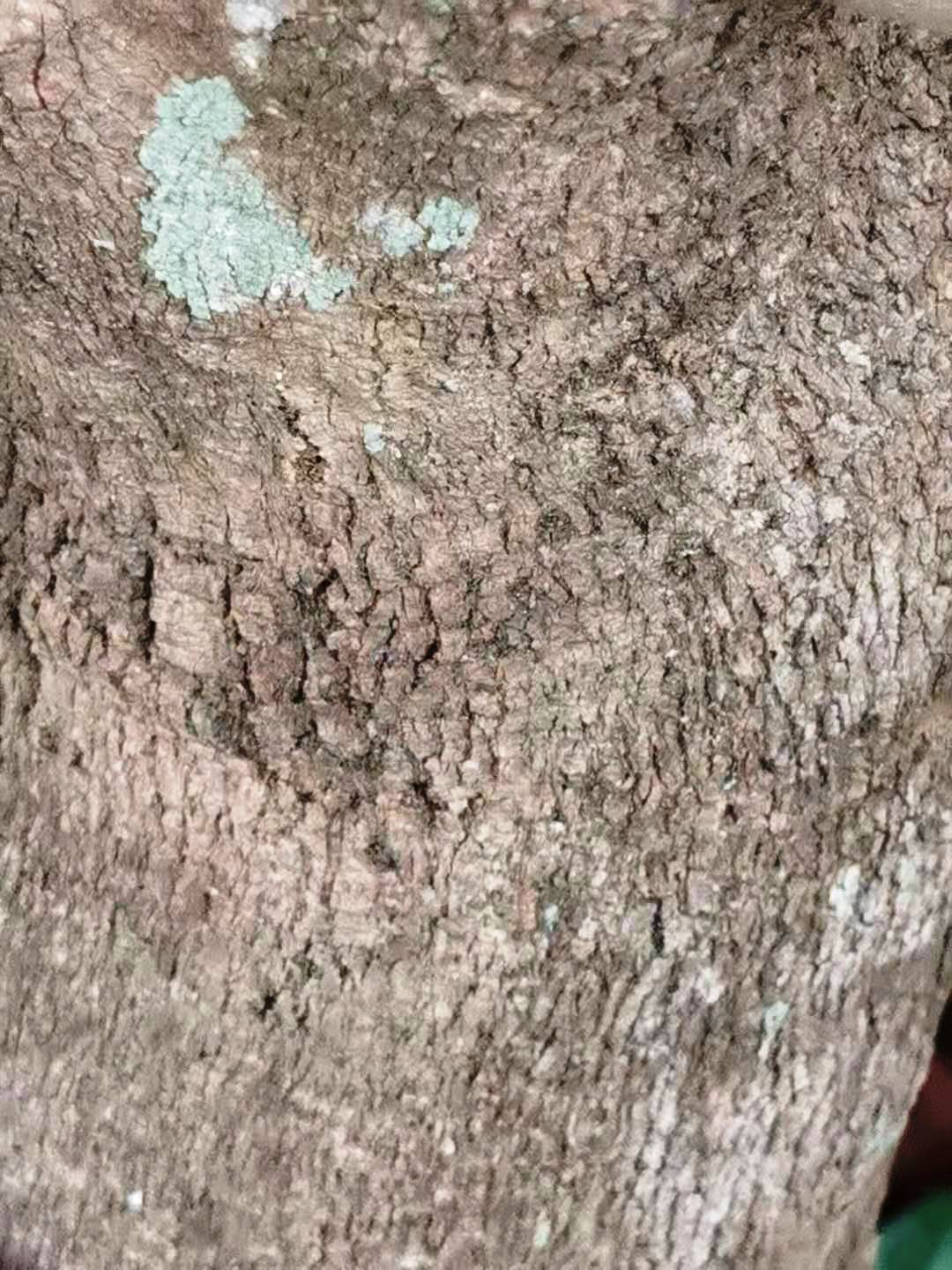
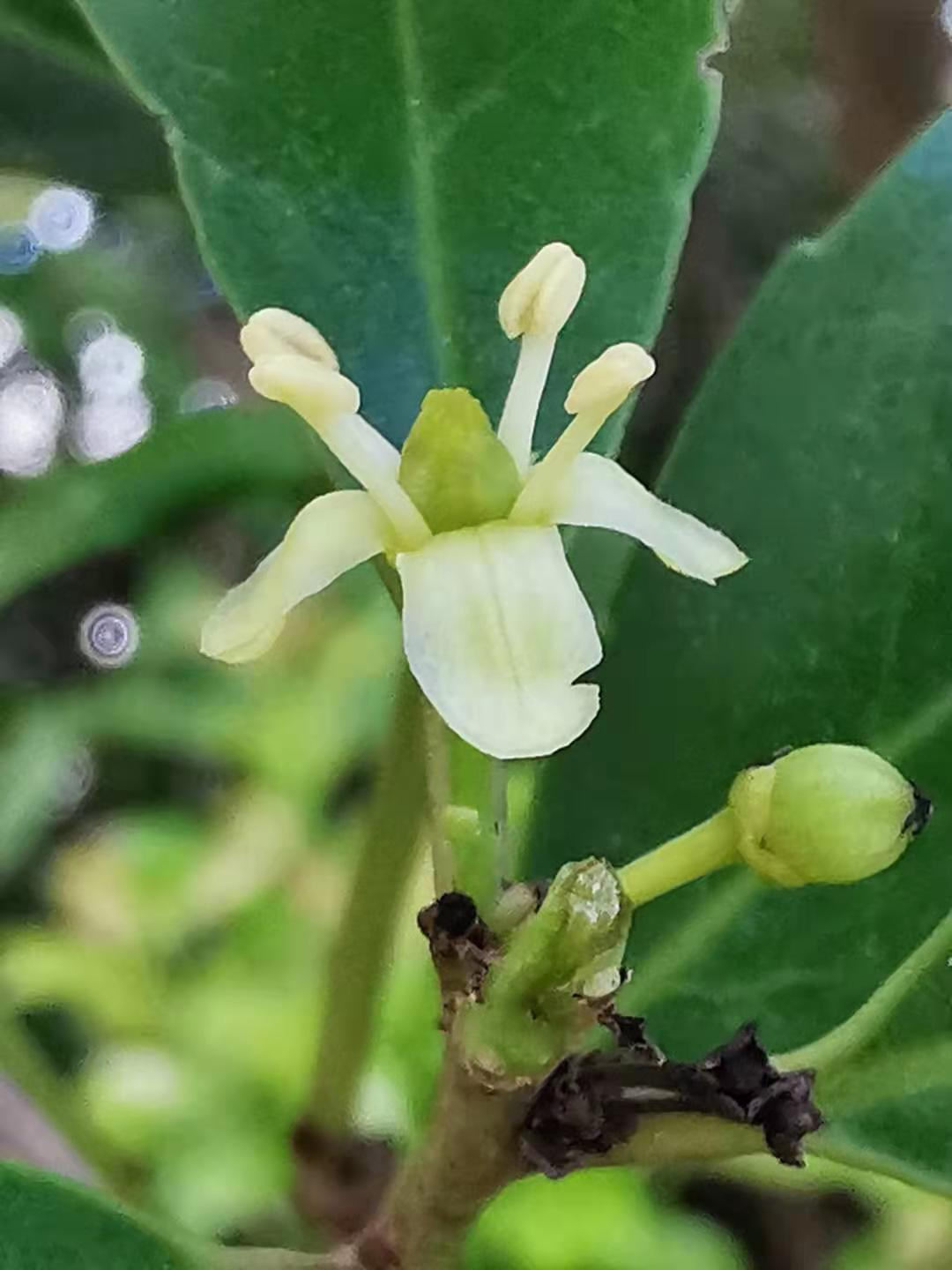
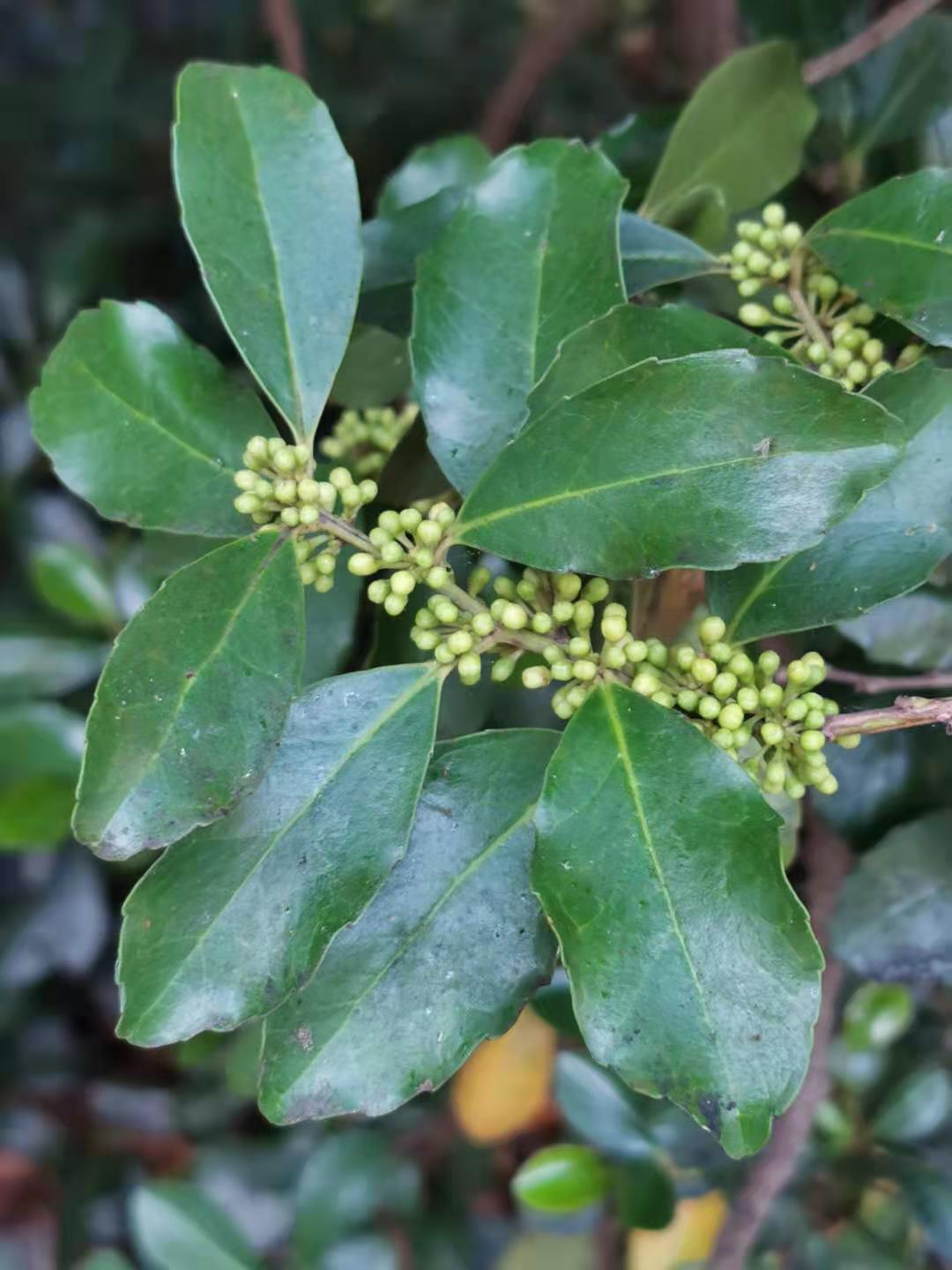